# William Wilberforce
William Wilberforce (Kingston upon Hull, 24 augustus 1759 – Londen, 29 juli 1833) was een Engels parlementariër, een overtuigd evangelisch christen en leider van de anti-slavernijbeweging.

## Levensloop

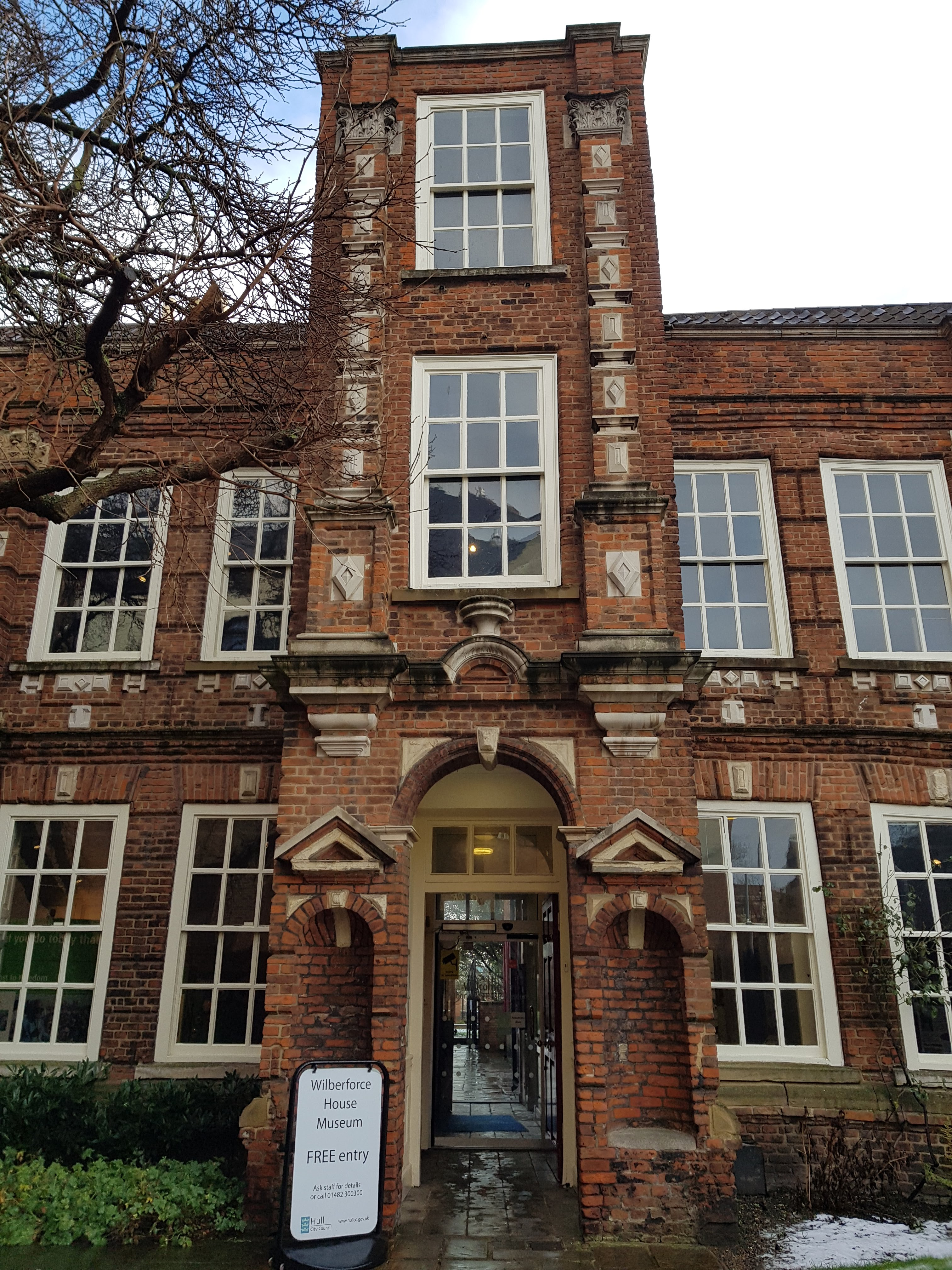
Het geboortehuis en museum Wilberforce House in Kingston upon Hull

In 1784 werd hij op relatief jonge leeftijd lid van het Lagerhuis.
Een jaar later, in 1785 werd hij christen, hetgeen resulteerde in een enorme verandering in zijn levensstijl en een levenslange toewijding aan het verbeteren van de leefomstandigheden van zijn medemens.
Zo werkte hij aan sociale hervormingen, voornamelijk waar het ging om werkcondities van arbeiders. Werknemers moesten in die tijd buitengewoon lange dagen werken, hun gezinnen kwamen in groten getale in de steden wonen en leefden daar in mensonwaardige omstandigheden.

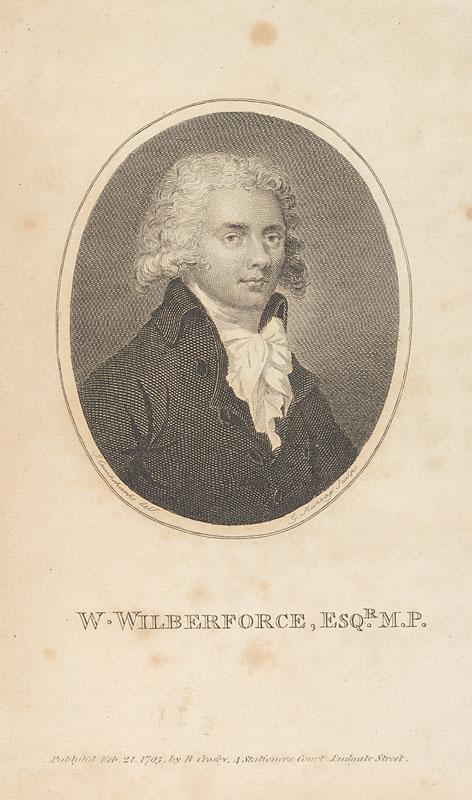
William Wilberforce
(1795), gravure van Isaac Cruikshank

Lady Middleton, de echtgenote van politicus Sir Charles Middleton, benaderde hem en vroeg om zijn invloed tegen de slavenhandel te gebruiken. Op 12 mei 1789 deed hij zijn eerste toespraak tegen de slavernij en vanaf toen was hij een van de leidende figuren in de beweging. Alhoewel de meeste van zijn (Tory) partijgenoten niet meewerkten, hield hij vol en uiteindelijk werd in 1807 een wet aangenomen die slavenhandel illegaal maakte. Hiervoor had hij wel de hulp van de Whigs, en vooral hun leider in het House of Lords William Grenville, nodig.
Na zijn pensionering in 1825 speelde hij geen belangrijke rol meer. Zijn collega Thomas Fowell Buxton nam zijn taak over en leidde de beweging in het parlement. Een maand na zijn dood werd de Slavery Abolition Act aangenomen. Alle slaven in het Britse Rijk kregen hierdoor hun vrijheid terug.
Wilberforce zette zich in voor de Britse Oost-Indische Compagnie en wist enkele bijkomende clausules los te krijgen nadat de overeenkomst vernieuwd moest worden. Het ging hierbij vooral om het verkrijgen van bepaalde rechten voor het Britse Rijk in het oosten. Zijn werk resulteerde in de oprichting van het bisdom van Calcutta.
William Wilberforce was een van de stichtende leden van de Royal Society for the Prevention of Cruelty to Animals.

### Bekering
William groeide op in een zeer welgesteld gezin en kwam op 12-jarige leeftijd via een tante in aanraking met evangelisch christendom. Maar doordat zijn moeder en grootvader het contact met zijn tante verhinderden, verwaterde zijn interesse voor het geloof en kwam hij terecht in een leven van zorgeloos genieten.
In 1785, tijdens zijn terugkeer van een reis door Europa las Wilberforce het boek "Rise and Progress of Religion in the Soul" van Philip Doddridge, een leider in het vroeg 18e-eeuwse Engelse non-conformisme. Dit wordt gezien als het begin van zijn spirituele zoektocht. Hij begon de Bijbel te lezen en te bidden. Hij kwam tot een evangelische bekering, waarbij hij zich erop toelegde om zijn leven in dienst van God te stellen.
Hij overwoog om zijn positie in het parlement op te geven, maar onder anderen John Newton (schrijver van "Amazing Grace") overtuigde hem ervan dat God hem wellicht met een reden in het parlement had geplaatst. Zijn christelijke overtuiging was voor hem de drijfveer om als voorvechter op te werpen voor de afschaffing van slavernij.

## Kinderen

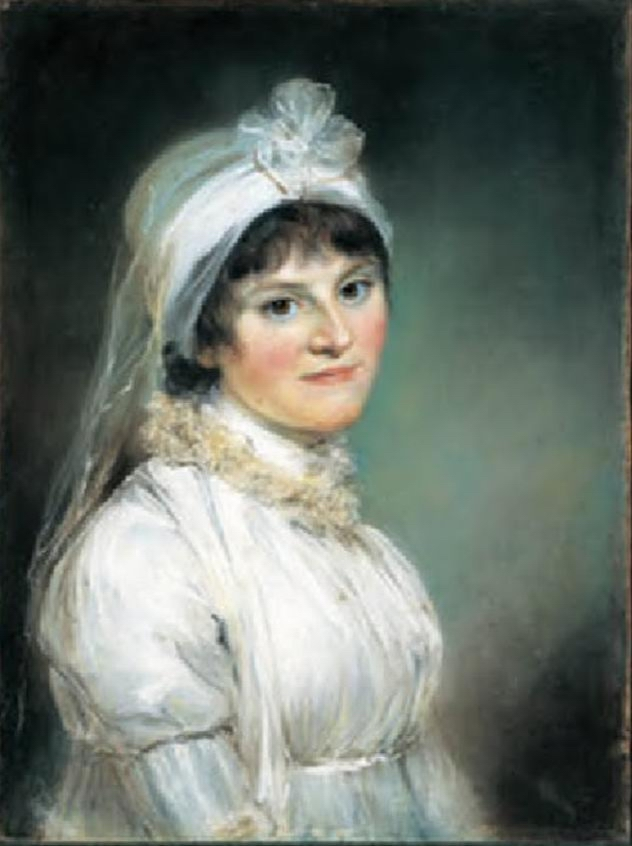
Barbara Ann Wilberforce
(1797), John Russell

Wilberforce was getrouwd (sinds 1797) met Barbara Spooner (1777-1847). Uit dit huwelijk kwamen zes kinderen voort: Williams Wilberforce (1798-), Barbara Wilberforce (1799-), Elizabeth Wilberforce (1801-), Robert Wilberforce (1802-1857), anglicaans, vanaf 1854, rooms-katholiek priester; Samuel Wilberforce (1805-1873), anglicaans priester, later bisschop van Oxford, behorende tot de hoog-kerkelijke (anglo-katholieke) stroming; Henry Wilberforce (1807-1873), anglicaans, vanaf 1850, rooms-katholiek priester.

## Verfilmd
In 2006 werd zijn verhaal verfilmd in Amazing Grace, met Ioan Gruffudd, Romola Garai en Albert Finney in de hoofdrollen. Deze film verscheen in 2008 in de Nederlandse bioscoop.